# Zona desmilitaritzada de Corea
La Zona desmilitaritzada de Corea (ZDC) (en coreà 한반도 비무장지대(韓半島非武裝地帶) és una franja de seguretat que protegeix el límit territorial de treva entre les repúbliques coreanes. Va ser establerta el 1953 i té un total de 4 km d'ample i 238 km de longitud.
Aquesta zona, dissenyada específicament per a la contenció militar, és de caràcter hostil i està gairebé despoblada de civils. El 1970, es van descobrir tres túnels que s'usaven per a espionatge i vint anys després se'n va trobar un més, tots construïts per militars de Corea del Nord. Tota la zona es troba permanentment il·luminada, excepte per l'àrea dels ferrocarrils de Kaesong, Kosong (ambdues en la part nord-coreana), Munson i Sokcho (en el costat sud-coreà). Al mig de la Zona desmilitaritzada es troba la ciutat de Panmunjeom, on es va signar l'armistici de la Guerra de Corea.
La part sud-coreana està administrada per la República de Corea i els EUA. El que resulta més curiós d'aquesta zona hostil és la diversitat ecològica en flora i fauna.

## Història
El Paral·lel 38° nord que separa la península coreana en l'actualitat, fou un límit que separava les àrees ocupades pels exèrcits estatunidenc i soviètic durant la Segona Guerra Mundial. Quan el conflicte va acabar i es van crear la RDP de Corea i la República de Corea el 1948, la ZDC va passar a ser una frontera internacional de facto, i una de les zones més conflictives durant la Guerra Freda.

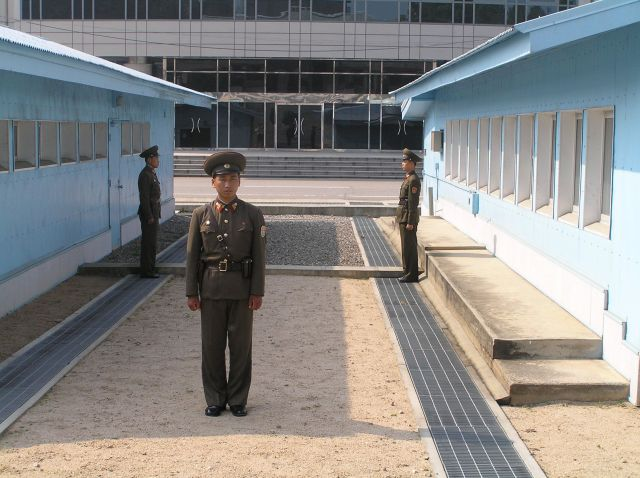
Soldats nord-coreans a la zona.

En acabar la Guerra de Corea, tant el nord com el sud van necessitar els seus respectius països aliats per poder tirar endavant. El conflicte va començar quan l'exèrcit comunista de Corea del Nord va creuar el límit i va envair part del sud del país. Després de l'alto el foc decretat el 27 de juliol del mateix any, es va decidir crear de forma oficial una zona desmilitaritzada. Cada bàndol havia de desplaçar les seves tropes a 2.000 metres de la frontera, creant una barrera neutral de 4 quilòmetres sobre el paral·lel 38. Al seu torn, es va establir una Línia de Demarcació Militar que indica el centre exacte de la ZDC. L'armistici no va comportar la firma d'un tractat de pau, per la qual cosa, tècnicament, les dues Corees continuen en guerra.
La ZDC és considerada com a zona conflictiva. Ambdós exèrcits romanen en ambdós costats de la frontera, vigilants davant de qualsevol possible moviment del seu enemic. L'armistici indica quant de personal militar i quin tipus d'armes estan permeses a la zona desmilitaritzada. Els soldats d'ambdós costats poden patrullar el seu territori, però no poden travessar la línia de demarcació.
L'únic poble que roman dins de les fronteres de la ZDC és Daeseong-dong. L'esmentada població és governada i protegida pel Comando de les Nacions Unides, i té una població propera a les 200 persones que procedeixen, majoritàriament, de refugiats de la Guerra de Corea.

### Incursions
Des de l'inici, la zona desmilitaritzada va patir nombroses incursions, majoritàriament de tropes nord-coreanes, que van acabar moltes vegades en tiroteigs entre ambdós bàndols. Les hostilitats continuen a hores d'ara. Algunes de les més rellevants van ser:
- 17 de gener de 1968: diversos comandos nord-coreans es van fer passar per soldats sud-coreans, en un intent d'assassinar el president de la zona sud, Park Chung-hee. La missió va ser un fracàs, ja que 29 soldats van ser assassinats, un es va suïcidar, i l'últim va ser capturat. Els comandos de la República Popular van posar fi a la vida de dues policies i cinc civils, encara que altres fonts augmenten el nombre de víctimes fins a 68. Tres soldats nord-americans van morir en intentar evitar que els nord-coreans fugissin a través de la zona desmilitaritzada.
- Novembre de 1974: es descobreixen diversos túnels per on els nord-coreans podien infiltrar-se a la zona sud. Es descobrirà un tercer túnel el 1978.
- 18 d'agost de 1976: es produeixen els conflictes en l'Àrea de Seguretat Compartida, que van acabar amb la mort de dos soldats nord-americans a les mans de nord-coreans. Encara que no es considera tècnicament una infiltració, els fets es van produir a la zona neutral.

## Àrea de Seguretat Compartida
L'única part de la ZDC on els exèrcits nord-coreà i sud-coreà es troben cara a cara és l'Àrea de Seguretat Conjunta, situada a Panmunjeom. Compta amb diversos edificis, que es troben a la vora de la línia de demarcació. Aquests solen utilitzar-se per ambdues parts per a acords diplomàtics entre ambdós països, o negociacions militars entre la República Popular i el Comando de les Nacions Unides.

## Túnels d'incursió
El 15 de novembre de 1974, tropes sud-coreanes van descobrir l'existència de quatre túnels per sota de la zona desmilitaritzada. El primer va ser trobat per una patrulla de la República de Corea, i era a mil metres de profunditat per sota de la línia de demarcació militar. Després se'n van trobar fins a tres més, l'últim el 3 de març de 1990. El govern de Corea del Sud sospita que n'hi ha encara més.
Els túnels van ser excavats per les tropes nord-coreanes, i permeten el pas d'una divisió sencera d'infanteria en menys d'una hora. Amb el pas del temps, els nous túnels construïts van guanyar en sofisticació i seguretat. Corea del Sud organitza visites guiades en alguns dels túnels.

## Flora i fauna

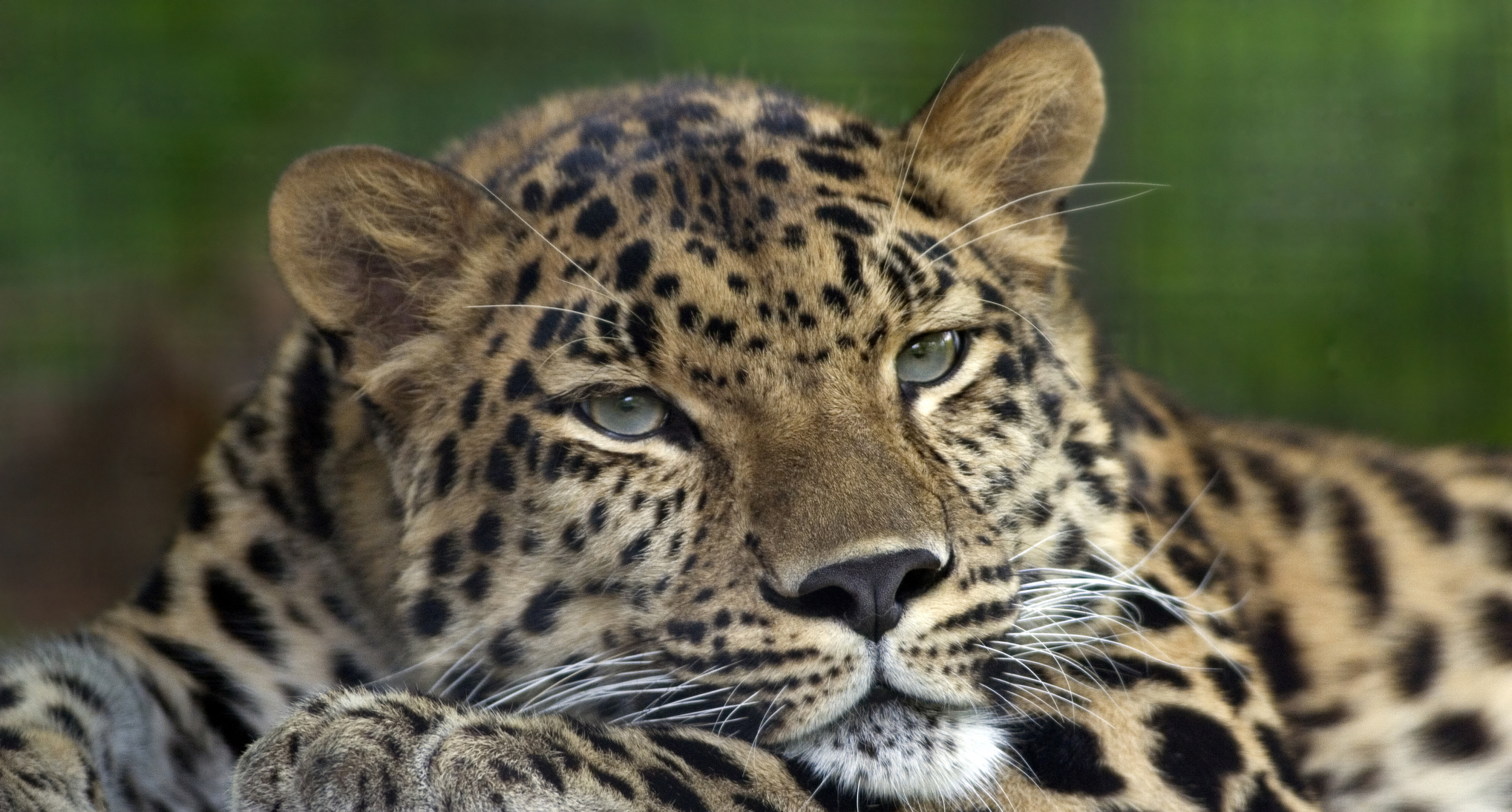
El lleopard de l'Amur, espècie en perill d'extinció, habitant de la ZDC.

La ZDC és una zona gairebé despoblada, i per això, compta amb un interessant hàbitat natural i gran biodiversitat ecològica. Diversos equips d'investigació han pogut trobar a la zona més de 50 espècies animals i 12 vegetals, i estimen que poden trobar-se més de 80 tipus d'espècies marines i 50 tipus d'animals mamífers. El govern de Corea del Sud va proposar a les Nacions Unides que una part de la ZDC fos declarada reserva natural per la UNESCO.
Entre les espècies que poden trobar-se en aquest hàbitat es troben el gat salvatge coreà, la grua japonesa, el lleopard de l'Amur, i el tigre siberià.